# تشارلي أودونيل
تشارلي أودونيل (بالإنجليزية: Charlie O'Donnell) هو صحفي أمريكي، ولد في 12 أغسطس 1932 في فيلادلفيا في الولايات المتحدة، وتوفي في 1 نوفمبر 2010 في شيرمان أوكس في الولايات المتحدة بسبب مرض قلبي وعائي.

## وصلات خارجية
- تشارلي أودونيل على موقع IMDb (الإنجليزية)
- تشارلي أودونيل على موقع قاعدة بيانات الفيلم (الإنجليزية)